# Azeglio Vicini
Azeglio Vicini, född 20 mars 1933 i Cesena i Emilia-Romagna, död 30 januari 2018 i Brescia i Lombardiet, var en italiensk fotbollsspelare och fotbollstränare. Han var förbundskapten för Italien under EM 1988 och VM 1990.
Han spelade i AC Cesena, Sampdoria och Brescia som offensiv mittfältare och senare försvarare. Han började sin tränarkarriär i Brescia innan han blev verksam inom Italiens fotbollsförbund FIGC. Han blev förbundskapten för U23 1975 och 1977 för Italiens U21-landslag. 1982 ledde han Italien till final i U21-EM. Han blev förbundskapten för A-landslaget 1986 och efterträdde Enzo Bearzot. Han ledde som förbundskapten Italien till EM-semifinal 1988 och till VM-brons i VM 1990. Han avgick som förbundskapten 1991 sedan Italien misslyckats att kvalificera sig till EM-slutspelet 1992.